# Cold Hard Truth
Cold Hard Truth è il cinquantaseiesimo album in studio del cantante statunitense George Jones, pubblicato il 22 giugno 1999.

## Tracce
1. Choices – 3:26 (Billy Yates, Mike Curtis)
2. The Cold Hard Truth – 4:08 (Jamie O'Hara)
3. Sinners & Saints – 2:29 (J.B. Rudd, Vip Vipperman, Darryl Worley)
4. Day After Forever – 3:54 (Max D. Barnes)
5. Ain't Love a Lot Like That – 2:20 (Mark Collie, Dean Miller)
6. Our Bed of Roses – 4:12 (Keith Stegall, Zack Turner)
7. Real Deal – 3:25 (Jim Dowell, Keith Gattis)
8. This Wanting You – 3:09 (T. Graham Brown, Bruce Bouton, Bruce Burch)
9. You Never Know Just How Good You've Got It – 3:29 (Mark Nesler)
10. When the Last Curtain Falls – 3:37 (Emory Gordy Jr., Jim Rushing)

## Classifiche
| Classifiche (1999) | Posizione massima |
| ------------------ | ----------------- |
| Stati Uniti        | 53                |